# قرار مجلس الأمن التابع للأمم المتحدة رقم 1580
قرار مجلس الأمن التابع للأمم المتحدة رقم 1580، المتخذ بالإجماع في 22 كانون الأول / ديسمبر 2004، بعد إعادة تأكيد القرارين 1216 (1998) و1233 (1999) بشأن الحالة في غينيا بيساو، مدد المجلس ولاية مكتب الأمم المتحدة لدعم بناء السلام في غينيا بيساو لفترة إضافية مدتها سنة ونقح عملياته. كان هذا هو أخر قرار لمجلس الأمن الذي تم تبنيه في عام 2004.

## القرار

### أعمال
تم تمديد ولاية مكتب الأمم المتحدة لدعم بناء السلام في غينيا بيساو، بصفته بعثة سياسية خاصة، لمدة عام مع الولاية المنقحة التالية:
- تعزيز الحوار السياسي وتعزيز المصالحة الوطنية واحترام سيادة القانون وحقوق الإنسان؛
- ضمان عودة الأمور إلى طبيعتها، بما في ذلك إجراء انتخابات رئاسية؛
- دعم جهود إصلاح قطاع الأمن وتعزيز المؤسسات الوطنية.

وحث المجلس الشعبي الوطني في غينيا بيساو على النظر في مبادئ العدالة وإنهاء الإفلات من العقاب أثناء مناقشة العفو عن المشاركين في التدخلات العسكرية منذ عام 1980. طُلب من الحكومة النظر في خطة لإصلاح قطاع الأمن. في غضون ذلك، طلب من الأمين العام كوفي عنان إنشاء صندوق لغينيا بيساو يمكن للدول الأخرى المساهمة فيه. كما طُلب منه اطلاع المجلس على التطورات في البلاد.

## روابط خارجية
- نص القرار في undocs.org